# Neuvilly-en-Argonne
Neuvilly-en-Argonne é uma comuna francesa na região administrativa de Grande Leste, no departamento de Meuse. Estende-se por uma área de 18,32 km². Em 2010 a comuna tinha 218 habitantes (densidade: 11,9 hab./km²).